# Matt Lindland
Matthew "Matt" James Lindland (Oregón, Estados Unidos, 17 de marzo de 1970) es un deportista estadounidense especialista en lucha grecorromana donde llegó a ser subcampeón olímpico en Sídney 2000.

## Carrera deportiva
En los Juegos Olímpicos de 2000 celebrados en Sídney ganó la medalla de plata en lucha grecorromana de pesos de hasta 76 kg, tras el luchador ruso Murat Kardanov (oro) y por delante del finlandés Marko Yli-Hannuksela (bronce).